# Naturschutzgebiet Insel Vilm
Das Naturschutzgebiet Insel Vilm ist ein 171 Hektar großes Naturschutzgebiet in Mecklenburg-Vorpommern. Es umfasst die Insel Vilm sowie umliegende Flachwasserbereiche des Greifswalder Boddens. Das Naturschutzgebiet gehört zu den ältesten im Bundesland und wurde am 2. Dezember 1936 ausgewiesen. Eine Gebietserweiterung erfolgte im Jahr 1990 mit der Gründung des Biosphärenreservates Südost-Rügen. Die Insel Vilm bildet zusammen mit Teilen von Mönchgut, Zicker und Granitz die Kernzone des Reservates.
Der Gebietszustand wird als sehr gut angesehen, da sich die Flächen weitgehend ungestört entwickeln. Die Insel Vilm darf nur im Rahmen öffentlicher Führungen mit einer auf 30 Personen begrenzten Teilnehmerzahl betreten werden.
Nach EU-Recht ist das Naturschutzgebiet Bestandteil des FFH-Gebiets Küstenlandschaft Südostrügen und des Vogelschutzgebiets Greifswalder Bodden und südlicher Strelasund. Ein Teil der Insel ist Naturwaldreservat und wird wissenschaftlich untersucht. Die Insel Vilm ist Sitz der Internationalen Naturschutzakademie des Bundesamtes für Naturschutz.

## Geschichte

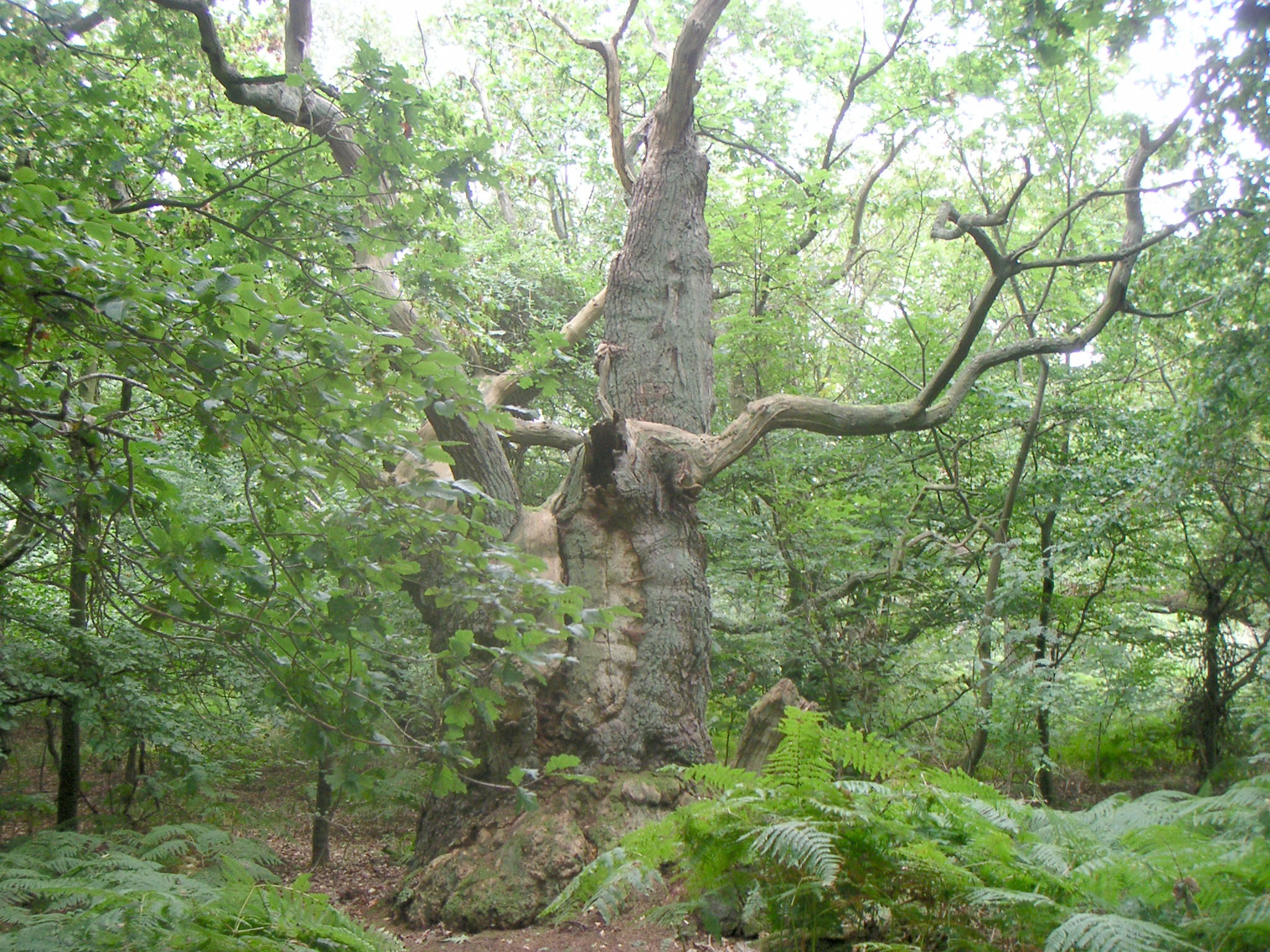
Naturwald mit ehemaliger Huteeiche

Die letzte Eiszeit hinterließ im Bereich der heutigen Insel Vilm drei Geschiebe, die als Inselkerne (Großer Vilm, Mittelvilm und Kleiner Vilm) die Basis der Insel bilden. Durch Prozesse des Küstenausgleichs bildeten sich Strandwälle, welche die Inselkerne verbanden und dem Vilm die heutige Form gaben. Umgebend liegen im Flachwasser zahlreiche Findlinge. Verschiedene Wasserstände, z. B. zu Zeiten der Littorina-Transgression, führten zur Bildung heute fossiler Kliffs an der Nordseite der Insel.
Menschliche Besiedlung ist seit dem Mittelalter durch die Slawen belegt. Der Name der Insel leitet sich von dem slawischen Wort für Ulme ab. Vom 16. bis zum Anfang des 18. Jahrhunderts wurden Buchen und Erlen auf der Insel gefällt. Die Eichen wurden als Hutebäume stehen gelassen und erreichen heute stellenweise ein Alter von 600 Jahren. Seit rund 300 Jahren finden keine Holzentnahmen mehr statt.

## Pflanzen- und Tierwelt

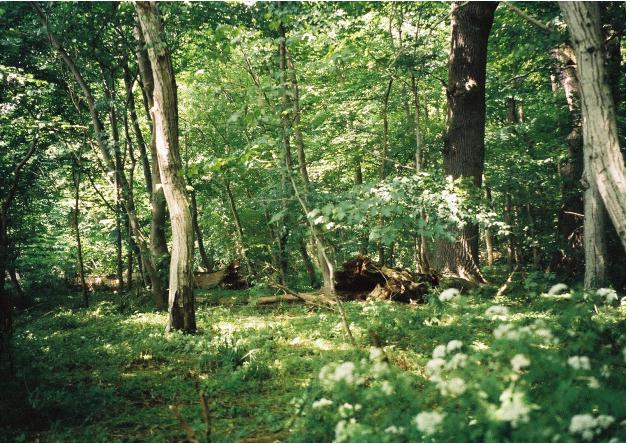
Naturwald

Der überwiegende Teil der Insel ist mit einem Mischwald aus Rotbuche, Stiel-Eiche und Berg-Ahorn bedeckt. Eingestreut finden sich Gebüsche mit Rosen und Wildbirne. Auf einer aufgelassenen Salzwiese im Südwesten der Insel wachsen Strand-Dreizack und Strand-Binse. Sandmagerrasen mit Rotstraußgras und Strand-Grasnelke wurden zwischen den Bebauungen nachgewiesen. Die Kliffküste ist bestockt mit Buche, Eiche und anderen Gehölzen. Sandhaken und Dünen bilden Biotope für Sandregenpfeifer und andere Limikolen.
Durch Kartierungen zum GEO-Tag der Artenvielfalt im Jahr 2002 konnten 1312 Arten nachgewiesen werden.
In den vergangenen Jahren wurden wieder vermehrt Kegelrobben in den umliegenden Flachwasserbereichen gesichtet.